# Рекех-вер
| r · k | V28 | G36 · r |

| r · k | V28 | G36 · r |

Рекех-вер (в пер. — Большой пожар) — в древнеегипетском календаре название самого холодного месяца в году, когда требовался обогрев жилища топкой печи.
Начиная с эпохи додинастического Египта и вплоть до окончания периода Среднего царства рекех-вер являлся седьмым месяцем лунного календаря Сотис и включал в себя время с начала декабря до начала января.
Некоторые учёные (например, А.Гардинер, Р.-Э.Паркер)  считают, что в течение тысячелетий древнеегипетской истории местоположение рекех-вера в календаре, начиная с эпохи Нового царства, переместилось на шестой месяц года. В календаре Эберса, в 1517 году до н. э. рекех-вер приходится на первый месяц времени года перет и датируется в Нубии (на Элефантине) периодом с 16 декабря по 14 января, и в Мемфисе с 21 декабря по 19 января.
Рекех-вер являлся самым дождливым месяцем Древнего Египта. В Александрии в этот месяц выпадало в среднем до 30 % годичных осадков.